# باتو أووارد
باتو أووارد (مواليد 6 مايو 1999) هو سائق مكسيكي يشارك حالياً في سلسلة إندي كار.